# Société de fabrication des boissons de Tunisie
La Société de fabrication des boissons de Tunisie (SFBT), connue sous le nom de Société frigorifique et brasserie de Tunis jusqu'en 2012, est un groupe tunisien de l'industrie agroalimentaire centré sur quatre produits principaux.
Fondé en 1889, sous le protectorat français, le groupe privé occupe une position dominante dans la commercialisation des boissons : il contrôle environ 85 % du marché national de la bière, 90 % de celui des sodas et 40-50 % de celui des eaux minérales.

## Histoire
Privatisé en 1979, il est en partie racheté par le groupe français Castel. Il rachète ensuite des sociétés pour renforcer son positionnement sur les segments du marché de la boisson, notamment des sociétés d'eaux minérales comme Marwa (2000) et SOSTEM (2003) qui exploitent les marques historiques Safia (eau plate) et Aïn Garci (eau gazeuse). Un temps, il est question que la SFBT s'associe au brasseur néerlandais Heineken mais le projet échoue finalement.
La SFBT reçoit officiellement la certification MSI 20000 le 1er novembre 2008.

## Produits
Les boissons gazeuses représentent 42 % du chiffre d'affaires en 2005 et lui assurent une position de leader incontesté, résultant de la prépondérance d'une gamme de soda national, Boga, qui représente 25 % du marché, et surtout de la commercialisation exclusive des soft drinks du groupe Coca-Cola. Ayant écrasé la concurrence du challenger mondial, Pepsi, au point de le faire disparaître du marché tunisien dans les années 1990, la SFBT fait face à la concurrence montante du Virgin Cola lancé en 2003 par le groupe Meddeb, sur un marché en phase de saturation.
Les bières représentent 29 % du chiffre d'affaires et lui assurent un monopole, jusqu'à l'implantation d'une usine Heineken en 2007. Les marques nationales Celtia et Stella assurent l'essentiel des ventes mais le groupe produit également sous licence les marques Löwenbräu, 33 Export et Beck's. La production, qui atteint 1 000 000 d'hectolitres en 2002, est stimulée par la forte demande des touristes. Ce produit est encadré par une interdiction de publicité et une restriction de sa commercialisation publique.
Les eaux minérales représentent 8 % du chiffres d'affaires et apparaissent dès 2000, via une stratégie de rachat de sociétés, comme un produit en phase de croissance ; les marques Marwa, Safia, Aïn Garci et Cristaline sont propriété du groupe.
Les jus de fruits représentent 0,8 % du chiffre d'affaires mais offrent un grand potentiel de développement dans la perspective d'une adaptation de la consommation de boissons sucrées à un schéma occidental (baisse des sodas compensée par la montée des jus de fruits) ; le chiffre d'affaires connaît ainsi une augmentation de 23 % entre 2009 et 2010.
|                    | 2020   | 2021   | Différence |
| ------------------ | ------ | ------ | ---------- |
| Bières             | 45,9 % | 42,3 % | -8,91 %    |
| Boissons gazeuses  | 31 %   | 35,3 % | +12,52 %   |
| Eaux embouteillées | 15,5 % | 16,5 % | +5,09 %    |
| Jus                | 2,2 %  | 3 %    | +34,69 %   |
| Autres             | 3,8 %  | 2,2 %  | -43,93 %   |

## Infrastructure
La SFBT exploite deux usines à Tunis (El Omrane) et Bou Argoub dans le cap Bon. Début 2012, une unité de production de bouteilles en PET doit être créée à Gabès.